# 柳森村
柳森村（やなもり / やなぎもり むら）は、愛知県愛知郡にあった村。現在の名古屋市中川区・中村区の一部にあたる。

## 地理
荒子川の上流域に位置していた。

## 歴史
- 1889年（明治22年）10月1日、町村制の施行により、愛知郡烏森村、八田村、万町村、高須賀村が合併して村制施行し、柳森村が発足[1][2]。旧村名を継承した烏森、八田、万町、高須賀の4大字を編成[2]。
- 1906年（明治39年）5月10日、愛知郡岩塚村、松葉村と合併し、常磐村を新設して廃止された[1][2]。合併後は、常磐村大字烏森・八田・万町・高須賀となる[2]。

### 地名の由来
中世の一柳荘と江戸期の烏森村から各一文字をとったものか。

## 産業
- 農業[3]